# Kjell Lööw
Kjell Sigfrid Lööw, född 16 september 1951 i Borås Gustav Adolfs församling, Älvsborgs län, är en svensk museiman.

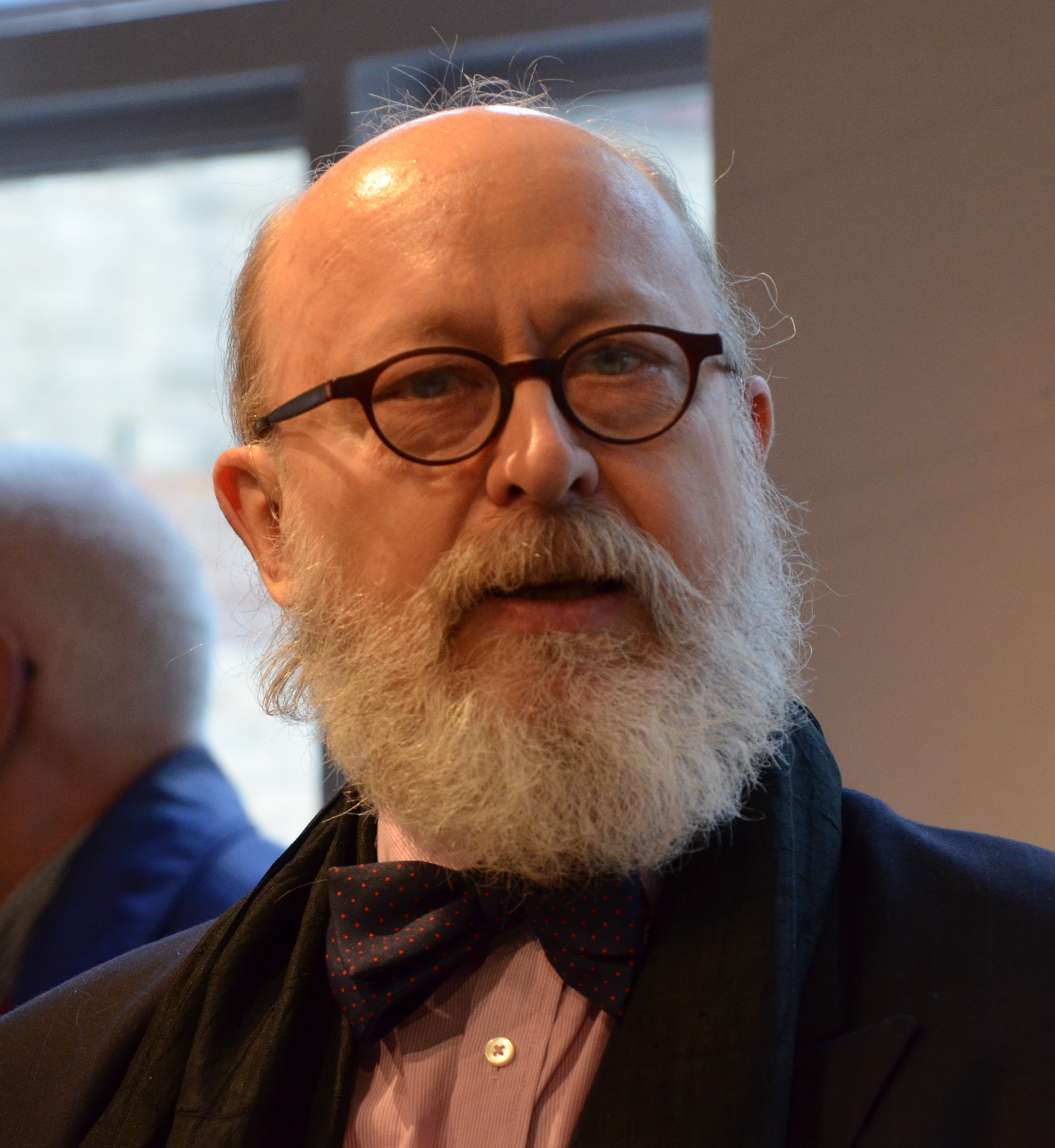
Kjell Lööw

Kjell Lööw utbildade sig i humaniora på Stockholms universitet med en filosofie kandidatexamen 1981. Han var intendent på Skogsmuseet i Lycksele 1982–1985 och 1:e antikvarie på Skellefteå museum 1985–1992.
Han har därefter genomfört en rad museiprojekt för ett antal svenska museer. Bland annat byggde han upp ett gruvmuseum i Boliden 1992–1993, ledde ett projekt om kulturturism för länsstyrelsen i Västerbottens län 1993-94 och ansvarade för om- och nybyggnad av Tekniska Museets i Stockholm basutställningar om gruvor och stålproduktion 1994–1997.
Kjell Lööw har under 1990-talet undervisat på Umeå Universitet och Mälardalens högskola bland annat om museiutställningar som informationsform och producerade för Eskilstuna museer 1999–2000 den stadshistoriska basutställningen samt arbetade för länsstyrelsen i Södermanlands län för information om Åkers bergslag. Åren 2001–2002 var han projektledare för projekt om industrisamhällets kulturarv i Västernorrlands län för att utveckla sågverksmiljön i Svartvik till ett kulturhistoriskt besöksmål. Han var projektledare för projektet Framtidshyttan för Norbergs och Fagersta kommuner 2003–2004 samt var 2003 kultursekreterare i Fagersta.
Kjell Lööw var 2006–2016 museichef för Gustavsbergs porslinsmuseum i Gustavsberg, och har efter sin pensionering 2018 haft guidade turer i porslinsfabriksområdet, där en ny stadsdel med namnet "Porslinskvarteren" byggs.